# هربرت هرشمن
هربرت هرشمن (انگلیسی: Herbert Hirschman؛ ۱۳ آوریل ۱۹۱۴–۳ ژوئیه ۱۹۸۵) کارگردان فیلم و تهیه‌کننده تلویزیونی اهل ایالات متحده آمریکا بود.
از فیلم‌ها یا مجموعه‌های تلویزیونی که وی در آن‌ها نقش داشته است، می‌توان به منطقه نیمه‌روشن اشاره نمود.